# Червена-Локва
Червена-Локва (болг. Червена локва) — село без постоянного населения в Болгарии. Находится в Габровской области, входит в общину Габрово.

## Политическая ситуация
В местном кметстве Чарково, в состав которого входит село Червена-Локва, должность кмета (старосты) исполняет Диана (Дияна) Христова Колева (инициативный комитет) по результатам выборов.
Кмет (мэр) общины Габрово — Томислав Пейков Дончев (Граждане за европейское развитие Болгарии (ГЕРБ)) по результатам выборов в правление общины.